# عبدالقادر الرسام
عبدالقادر الرسام (انگلیسی: Abdul Qadir Al Rassam؛ ۱۸۸۲ – ۱۹۵۲) نقاش اهل عراق بود. او از نسل اول نقاشان عراقی است که در خارج تحصیل کرد و به سبک اروپایی نقاشی می‌کشید. او به خاطر پرتره ها و نقاشی مناظرش که به صورت واقع گرایانه کشیده ، مشهور است.

## در آثار هنری

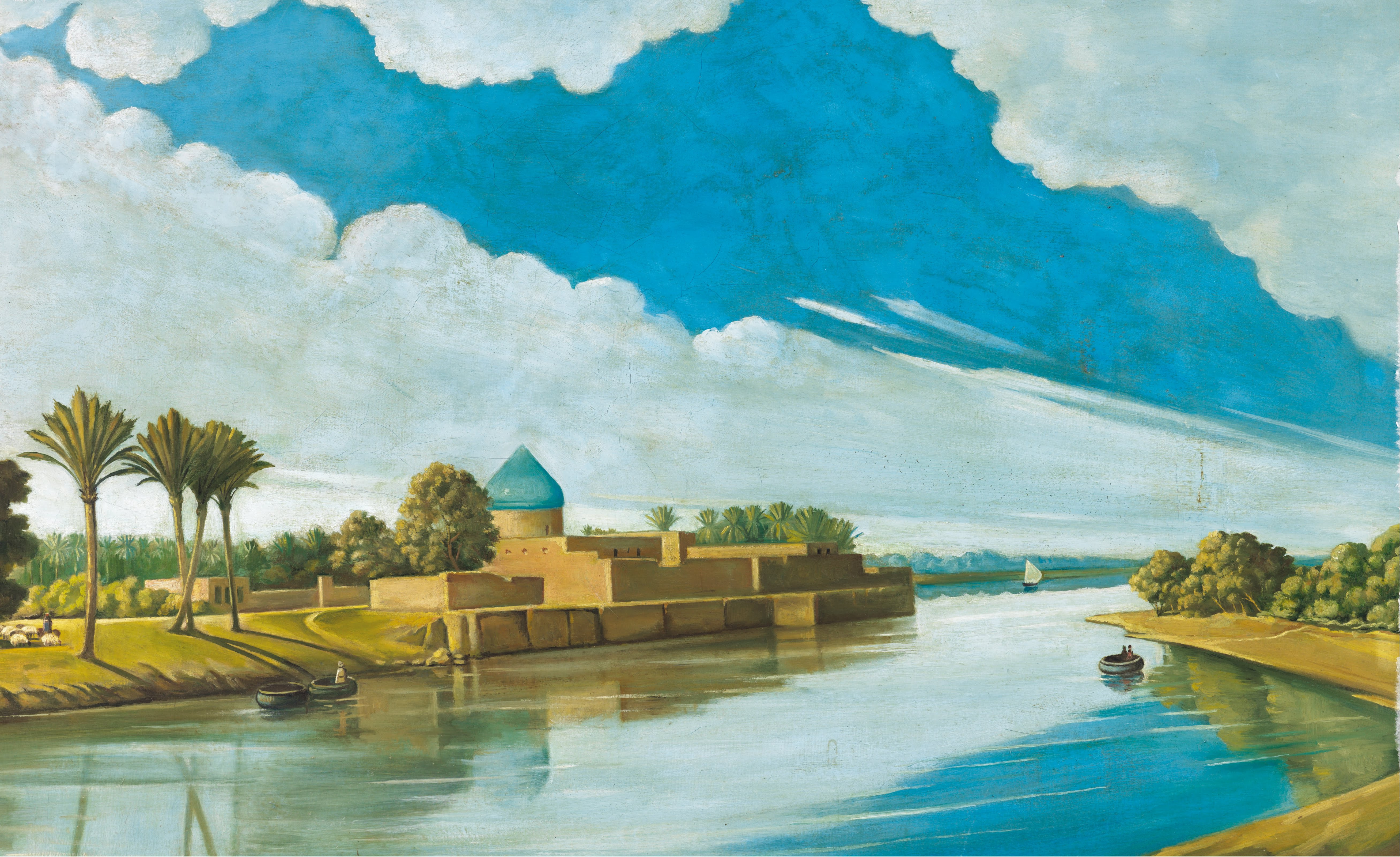
نمایی از دجله ۱۹۲۰ م. موزهٔ متحف
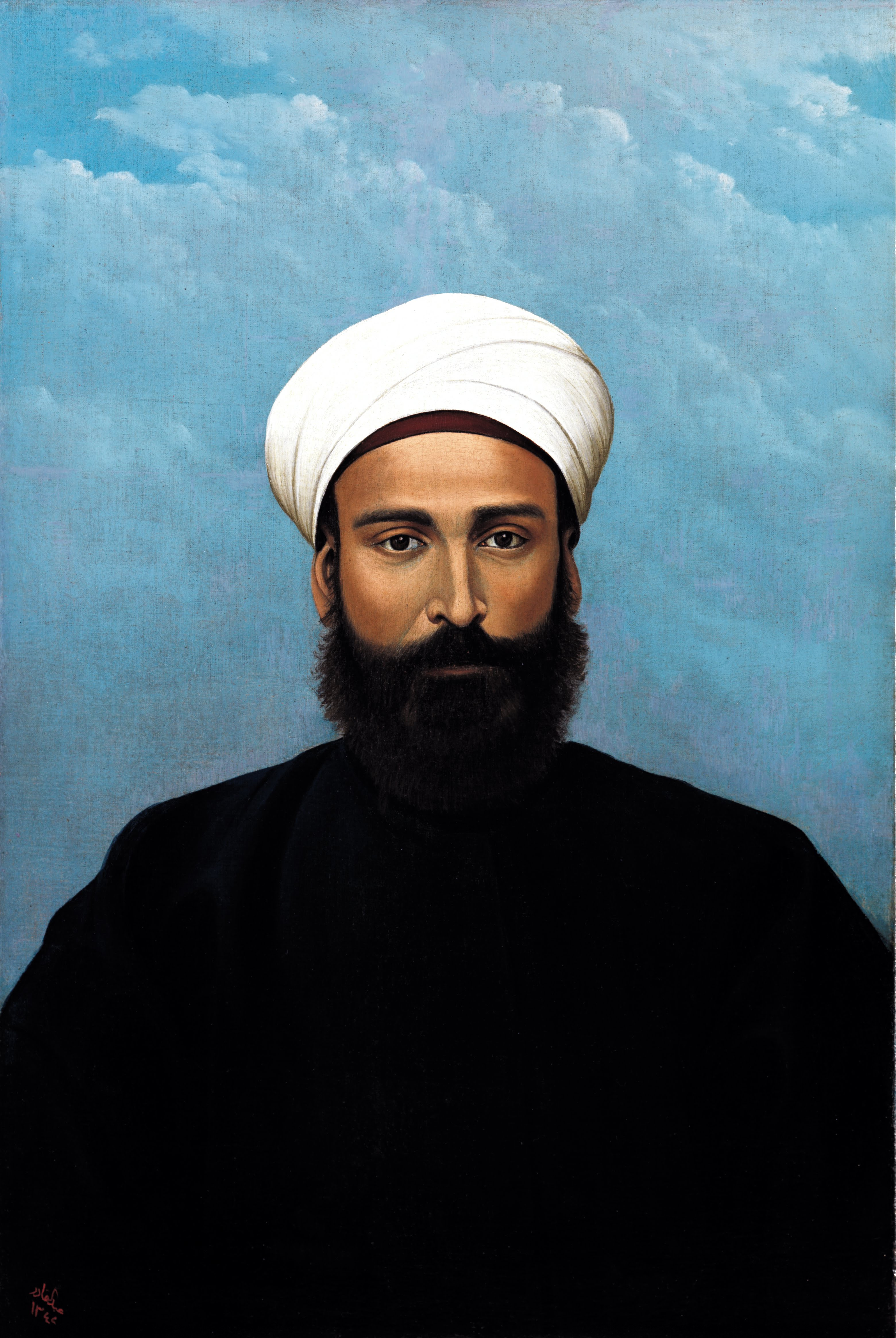
پرترهٔ محمد درویش العلوسی ۱۹۲۴ م. موزهٔ متحف
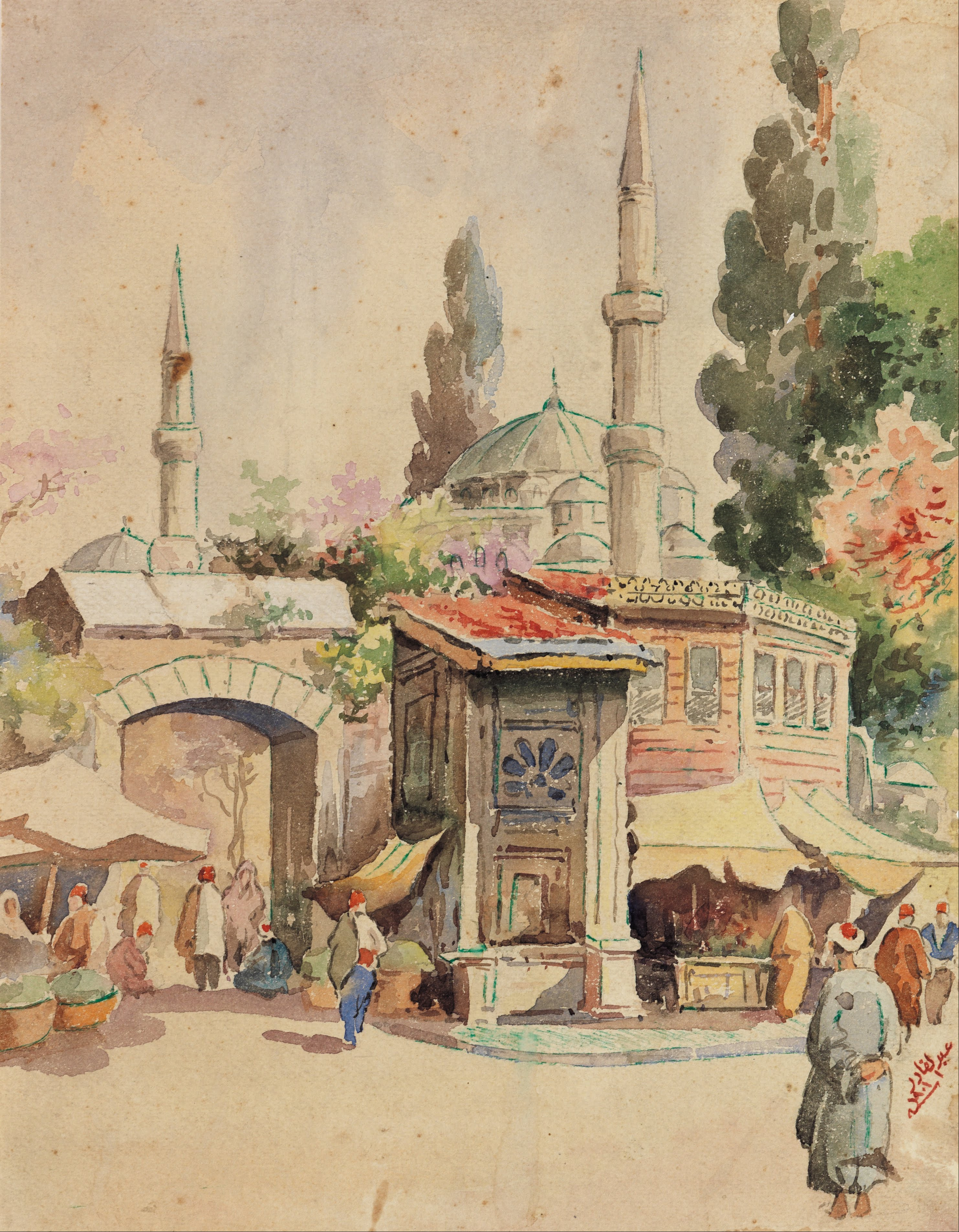
بدون نام
۱۹۰۱ م.
موزهٔ متحف